# Artemia franciscana
Artemia franciscana är en kräftdjursart som beskrevs av Kellogg 1906. Artemia franciscana ingår i släktet Artemia och familjen Artemiidae. Inga underarter finns listade i Catalogue of Life.

## Bildgalleri

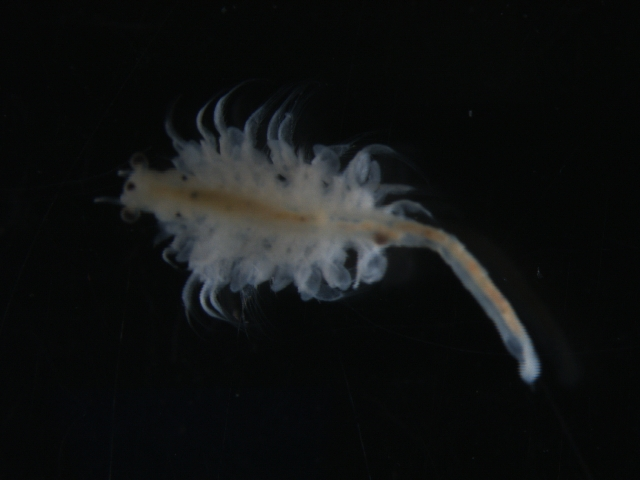
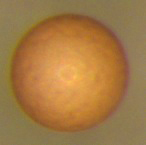